# Lac Whitton
Lac Whitton är en sjö i Kanada.   Den ligger i regionen Estrie och provinsen Québec, i den sydöstra delen av landet, 400 km öster om huvudstaden Ottawa. Lac Whitton ligger 472 meter över havet. Arean är 0,53 kvadratkilometer. Den sträcker sig 1,0 kilometer i nord-sydlig riktning, och 1,4 kilometer i öst-västlig riktning.
I omgivningarna runt Lac Whitton växer i huvudsak blandskog. Runt Lac Whitton är det mycket glesbefolkat, med 3 invånare per kvadratkilometer.